# Црешнево (Македонски Брод)
Црешњево (мкд. Црешнево) је насеље у Северној Македонији, у средишњем делу државе. Црешњево припада општини Македонски Брод.

## Географија
Насеље Црешњево је смештено у средишњем делу Северне Македоније. Од седишта општине, градића Македонски Брод, насеље је удаљено 25 km северно.
Рељеф: Црешњево се налази у области Порече, која обухвата средишњи део слика реке Треске. Дато подручје је изразито планинско. Село се налази у невеликој долини притоке реке Треске, док се источно од насеља уздиже се планина Даутица. Надморска висина насеља је приближно 800 m.
Клима у насељу је планинска због знатне надморске висине.

## Историја
Почетком 20. века, као и Порече, становништво Црешњева је било наклоњено српској народној замисли, па се месно становништво у изјашњавало Србима.
На сред насеља је православна црква посвећена празнику Малој Госпојини, грађена 1846. године. Према цркви је српска школа од камена зидана, на два спрата 1898. године. Православни парох био је у то време поп Цветан Поповић. До 1900. године службовала су три учитеља: Наум Теукаревић родом из Крушева, Никола Тонић родом из Приштине и Спира Димитријевић из Битоља.
Године 1900. ту је живело 60 српских православних домова. Српска школа је добила дозволу за отварање 5. августа 1898. године и води се на мутавелију (управитеља) мештанина Димитрија Тодоровића. Школа има 1900. године три разреда и забавиште (припремни) са укупно 32 ученика, од којих су пет девојчица. Школу походе и школска деца из оближњег села Белице, које има 37 српско православних домова. Привремени учитељ је био Коста Николић из Прилепа, док мештани не погоде сталног учитеља.
Српска православна црква у месту страдала је током Илинданског устанка 1903. године.

## Становништво
По попису становништва из 2002. године, Црешњево је имало 169 становника.
Претежно становништво у насељу су етнички Македонци (99% према последњем попису).
Већинска вероисповест у насељу је православље.